# نژاد نوردیک

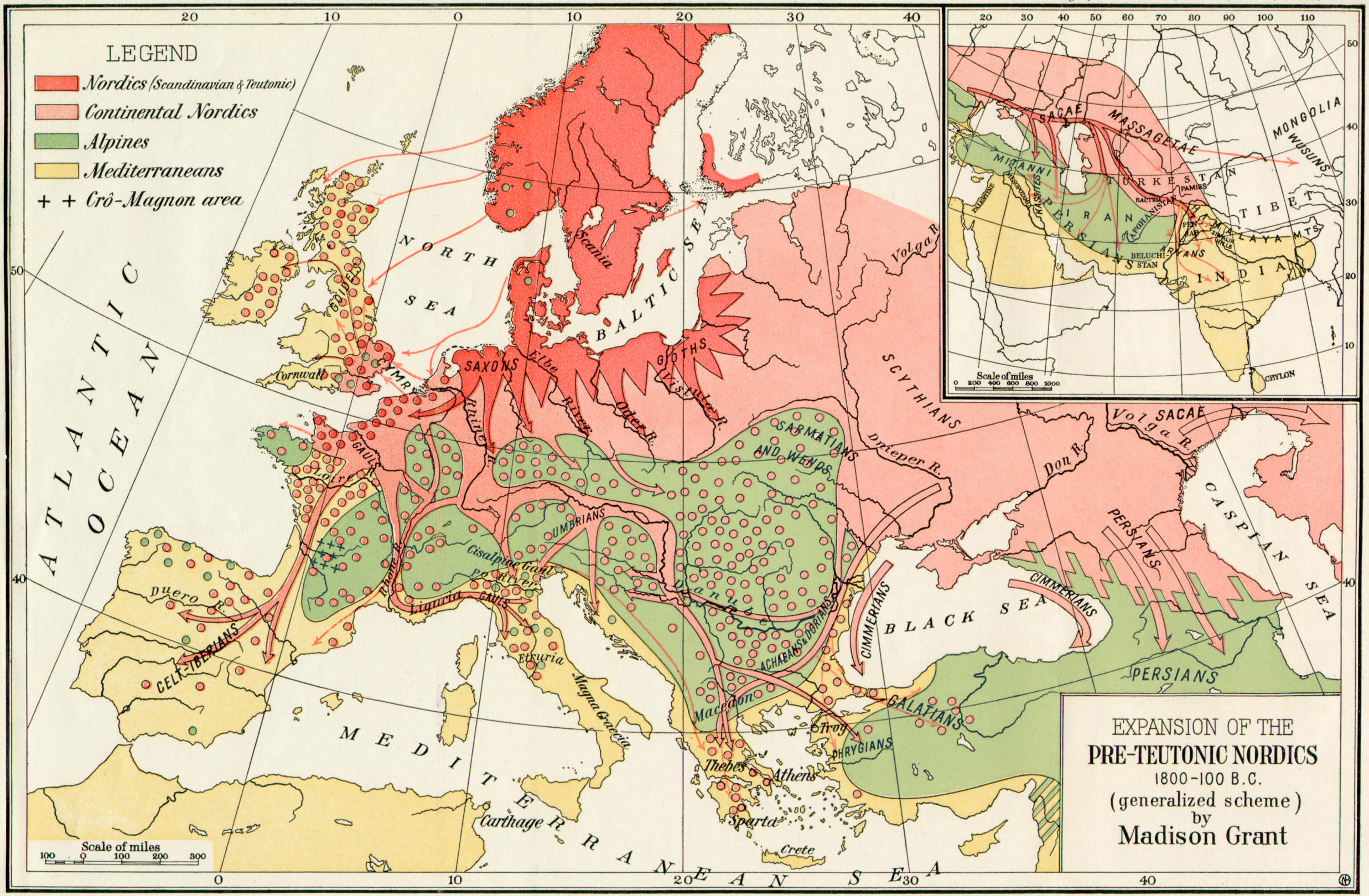
"Expansion of the Pre-Teutonic Nordics" — Map from The Passing of the Great Race by Madison Grant showing early migrations of Nordics.

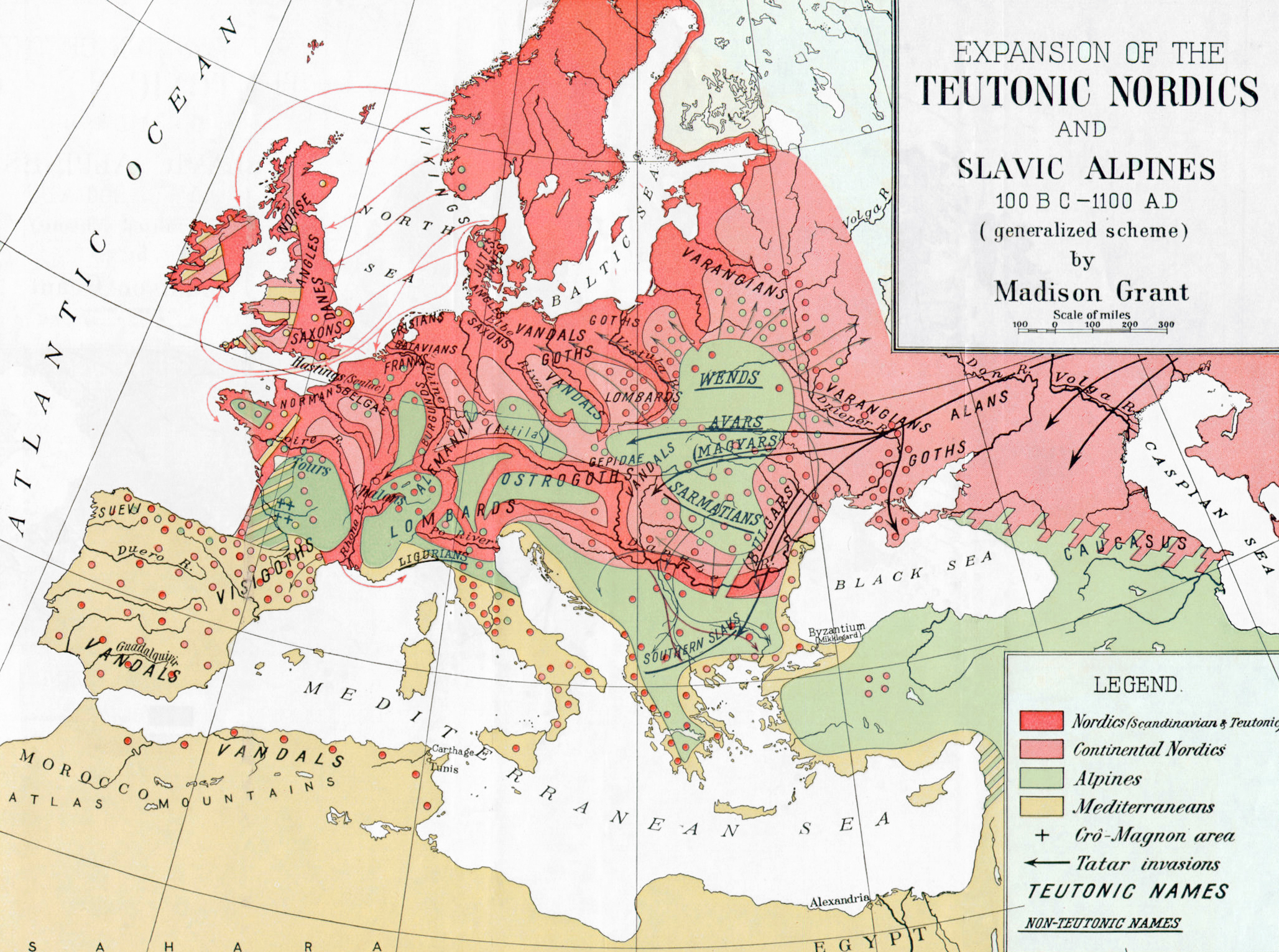
"Expansion of the Teutonic Nordics and Slavic Alpines" — Map from Passing of the Great Race by Madison Grant showing the expansion of the Nordics and Alpines in Europe from the 1st century BC to the 11th century AD.

نژاد نوردیک یا نژاد ژرمنی نامی است که مردم‌شناسان در نیمهٔ سدهٔ بیستم میلادی به شاخه‌ای از نژاد سفید دادند. باورمندان به این دسته‌بندی نژادی، تک‌گروه آی۱ را نیای مشترک پدری نژاد نوردیک شمرده و دیرینگی آن را به پیرامون چهار تا شش هزار سال پیش و جایگاهش را شمال اروپا محاسبه کرده‌اند. برپایهٔ نژاد نوردیک، باوری نژادپرستانه با نام نوردیسیسم یا نوردیک‌گرایی پایه‌ریزی شد که بر اساس آن مردم ژرمنی نژاد برتر شمرده می‌شدند. این نظریه در پایان قرن ۱۹ و آغاز قرن ۲۰ در اروپای غربی و آمریکای شمالی هواخواهانی داشت و مورد پشتیبانی آلمان نازی نیز بود.